# Jorge Acuña (Fußballspieler, Uruguay)
Jorge Acuña, vollständiger Name Jorge Antonio Acuña Antúnez (* 20. Jahrhundert; † 26. Februar 2024), war ein uruguayischer Fußballspieler.

## Karriere

### Verein
Acuña spielte 1967 zunächst für den in Montevideo beheimateten Verein Sud América. 1968 gehörte er dem Kader des Club Atlético Peñarol in der Primera División an. Die von Rafael Milans trainierte Mannschaft gewann in jener Spielzeit die Uruguayische Meisterschaft. Für die "Aurinegros" kam er im Rahmen der Copa Libertadores 1968 in den beiden Zweitrundenpartien gegen Sporting Cristal und Emelec als Einwechselspieler zum Zug. Weitere Spiele auf dieser internationalen Ebene bestritt er nicht für den Klub.

### Nationalmannschaft
Acuña war von 1961 bis 1969 Mitglied der uruguayischen Auswahlmannschaften. Nach Angaben der Asociación Uruguaya de Fútbol (AUF) absolvierte er für die A-Nationalmannschaft Uruguays zwischen dem 15. Mai 1966 und dem 30. Juli 1967 fünf Länderspiele. Er gehörte zum Aufgebot Uruguays bei der Südamerikameisterschaft 1967, bei der die von Juan Carlos Corazzo betreute Celeste den Titel gewann. Im Laufe des Turniers kam er nach Einwechslung bei der 4:0 gewonnenen Partie gegen Venezuela zu einem Kurzeinsatz. Ferner wurde er laut AUF bei der Copa Artigas 1966 gegen Paraguay, am 4. Januar 1967 in einem Freundschaftsländerspiel gegen Rumänien, am 25. Juni 1967 bei der Copa Río Branco 1967 gegen Brasilien und am 30. Juli 1967 in einem Freundschaftsländerspiel gegen Peru eingesetzt. Andere Quellen schreiben ihm überdies zwei weitere Einsätze am 20. Juli 1969 gegen Ecuador und am 10. August 1969 gegen Chile im Rahmen der Qualifikation für die Weltmeisterschaft 1970 zu.

### Erfolge
- Südamerikameister: 1967
- Copa Artigas: 1966
- Uruguayischer Meister: 1968

## Nach der Karriere
Aufgrund seiner wirtschaftlich schlechten Situation sprach ihm der uruguayische Senat im Dezember 2010 eine staatliche Ehrenpension ("Pensión Graciable") zu.